# Щучий (ручей, впадает в Каменногорское)
Щучий — ручей в России, протекает по территории Каменногорского городского поселения Выборгского района Ленинградской области. Длина ручья — 1,8 км.
Ручей берёт начало из озера Глубокого на высоте 42,9 м над уровнем моря и далее течёт преимущественно в юго-западном направлении. Впадает в озеро Каменногорское на высоте 16,7 м над уровнем моря.
Населённые пункты на ручье отсутствуют.
Код объекта в государственном водном реестре — 01040300212202000009536.